# شرکت ذوب‌آهن اصفهان
شرکت سهامی ذوب‌آهن اصفهان که تا پیش از انقلاب ۱۳۵۷ کارخانهٔ ذوب‌آهن آریامهر نام داشت، نخستین و بزرگ‌ترین تولیدکنندهٔ فولاد ساختمانی و ریل در ایران است. همچنین ذوب‌آهن اصفهان، بزرگ‌ترین شرکت فولاد در ایران از لحاظ تنوع محصولات است که با ظرفیت ۳٫۶ میلیون تن محصول پایانی، انواع مقاطع فولادی ساختمانی و صنعتی را تولید می‌کند. در سال ۱۳۴۴ بنابر موافقت‌نامه‌ای که میان ایران و شوروی بسته شد، روس‌ها متعهد شدند درازای صادرات گاز ایران به شوروی، ماشین‌سازی اراک و ذوب‌آهن اصفهان را احداث کنند. این کارخانه در زمینی به مساحت ۲۰۰ کیلومتر مربع در جنوب‌غربی استان اصفهان و در شمال شهرستان لنجان قرار گرفته‌است.
محصولات کارخانجات این شرکت به بیش از ۳۳ کشور اروپایی، آسیایی و آفریقایی صادر می‌شود و در بازار داخل این محصولات در پروژه‌های بزرگی همچون برج میلاد تهران، نیروگاه هسته‌ای بوشهر، سدهای بزرگ و مترو و ریل ملی مورد استفاده قرار گرفته‌است.

## تاریخچه ذوب آهن در ایران
در آغاز پادشاهی رضاشاه، کارشناسانی از شرکت کروپ آلمان برای بررسی احداث کارخانهٔ ذوب‌آهن به ایران دعوت شدند. هدف اولیه از ساخت این کارخانه، تأمین ریل‌های مورد نیاز برای راه‌اندازی شبکهٔ راه‌آهن سراسری بود که قرار بود احداث آن به‌زودی آغاز شود. این کارشناسان هزینهٔ ساخت کارخانه ذوب‌آهن را دوازده میلیون تومان برآورد کردند که برای دولت ایران مقرون به صرفه نبود. قرار بر این شد که دولت، ساخت راه‌آهن را با ریل وارداتی آغاز کند و همزمان، ساخت کارخانهٔ ذوب‌آهن کوچکی را پی بگیرد که هزینهٔ ساخت آن چهار و نیم میلیون تومان و مدت زمان ساخت، پنج سال برآورد می‌شد.
در سال ۱۳۱۷ ه‍.ش کارخانهٔ ذوب‌آهن ۵۳ هزار تنی از شرکت کروپ آلمان خریداری شد و تا شهریور ۱۳۲۰ که ایران اشغال شده بود، هشت هزار تن از این ماشین‌آلات به کارخانه‌ای که در کرج در حال ساخت بود، رسید. ساختمان کارخانه نیز در دست احداث بود. اما با اشغال ایران و به اسارت گرفتن مهندسان آلمانی شاغل در کارخانه، عملیات متوقف شد و تنها ساختمان بخشی از کارخانه که قرار بود ماشین‌آلات در آن انبار شود ادامه یافت.

## تاریخچه ذوب آهن اصفهان
کارخانهٔ ذوب‌آهن کرج هیچ‌گاه ساخته نشد تا اینکه در چهارچوب پروتکل همکاری‌های فنی و اقتصادی میان دولت ایران و شوروی پیشین، احداث کارخانهٔ ذوب‌آهن مورد توافق قرار گرفت و موافقت‌نامه‌ای به امضاء رسید که در ۲۳ دی‌ماه ۱۳۴۴ به تصویب مجلس رسید و عملیات اجرایی آن توسط شرکت تیاژپروم اکسپورت (Тяжпромэкспорт) آغاز گردید.
 
ینا به ادعای علینقی عالیخانی در ابتدا قرار بود یک شرکت آلمانی، ذوب آهن ایران را بسازد ولی آنها دقیقا همان روزی که قرار بود به ایران بیایند، بدون هیچ‌گونه توضیحی اطلاع دادند که مایل به آمدن به ایران نیستند. آنهم با لحنی که عالیخانی آن را با خشونت و بی ادبانه خوانده است. این اقدام آلمانها شاه را برافروخته کرد و به دنبال چاره جویی گشت که با پیشنهاد خود عالیخانی متوجه شوروی شد که مشتاق سرمایه گذاری در ذوب آهن بود. بعد از بررسی های ابتدایی، شاه در سفری به شوروی پایه های قرارداد ساخت ذوب آهن ایران را بنا نهاد.
کارشناسان شرکت ایرسید از فرانسه کرمان، بافق، قم، ازنا، اصفهان و یکی از بندرهای خوزستان را برای استقرار کارخانه فولاد سازی مورد نظر قرار دادند و در انتها پیشنهاد دادند که اصفهان برای استقرار یک کارخانه فولادسازی با ظرفیت ۶۰۰ هزار تن فولاد خام با روش تولید مناسب کوره و با توجه به تأمین کننده سنک آهن آن معادن چغارت ایجاد شود که این طرح تیز ناتمام باقی ماند.
برای مکان‌یابی این کارخانه یک مؤسسهٔ دولتی فرانسوی انتخاب شد. بر اساس برآورد این شرکت با تأسیس این کارخانه در جنوب ایران هزینه تولید و محصول عرضه شده کیلویی نیم ریال ارزان‌تر درمی‌آمد ولی به دلایل دیگر مانند آب و لزوم توسعه مرکز اصفهان به دلیل وجود زاینده‌رود در نظر گرفته شد.
پس از عقد قرارداد بین ایران و شوروی دراواسط سال ۱۳۴۴ هیأتی مرکب از کارشناسان ایران و شوروی به اصفهان رفته و پس از بررسی ۱۱ ناحیه در اطراف اصفهان دشت طبس به فاصله ۵ کیلومتری زاینده رود را مناسب‌ترین ناحیه تشخیص دادند.
کارهای اجرایی احداث ساختمان واحدهای مختلف کارخانه از سال ۱۳۴۶ آغاز و با ایجاد کارگاه‌های کک‌سازی، اگلومراسیون و کورهٔ بلند شمارهٔ ۱ در نیمهٔ اول دی‌ماه ۱۳۵۰، بهره‌برداری از مجتمع با تولید چدن آغاز شد و تولید محصولات فولادی نیز با راه‌اندازی بخش فولادسازی و مهندسی نورد در دی‌ماه ۱۳۵۱ با ظرفیت ۵۵۰ هزار تن در سال شروع شد و در روز ۲۳ اسفند ۱۳۵۱ (۱۹۷۳ میلادی) آلکسی کاسیگین، رئیس شورای وزرای شوروی، برای حضور در مراسم گشایش و افتتاح کارخانهٔ ذوب‌آهن اصفهان به همراه دخترش وارد تهران شد.
متعاقب آن در سال ۱۳۵۱ کارهای ساختمانی و اجرایی طرح توسعه برای رسیدن به ظرفیت ۱٬۹۰۰٬۰۰۰ تن فولاد در سال با احداث کورهٔ بلند شمارهٔ ۲ و توسعهٔ بخش‌های مختلف آگلومراسیون، کک‌سازی، فولادسازی، نورد و … آغاز گردید؛ و عملیات ساختمانی مجتمع چدن در سال ۱۳۵۷ به اتمام رسید.

## کمبود مواد خام
ذوب‌آهن اصفهان در سال‌های گذشته با کمبود مواد خام مانند سنگ‌آهن، کنسانتره، گندله و زغال‌سنگ مواجه شده‌است که تولید این شرکت را به نصف ظرفیت اسمی رسانده‌است. این معضل از صادرات این مواد به‌شکل خام حکایت دارد و از دلایل آن می‌توان به موارد زیر اشاره کرد:
1. نبود تعرفه‌های صادراتی و وارداتی متناسب با میزان ارزش افزوده آن محصول یا ماده؛ بدین صورت که در بیشتر کشورهای توسعه‌یافته، برای جلوگیری از خام‌فروشی و هدایت نقدینگی به سمت صنایع با ارزش افزوده بیشتر، تعرفهٔ صادرات هر ماده یا محصول از رابطه مستقیم با حجم و جرم آن محصول نسبت به ارزش یا ارزش افزوده آن و تعرفهٔ واردات به‌شکل معکوس آن حاصل می‌گردد؛ یعنی هرچه جرم و حجم محصولی نسبت به ارزش آن بیشتر باشد؛ مالیات بیشتری بر صادرات آن و مالیات کمی بر واردات آن وضع می‌گردد.[۱۱][۱۲]
2. عدم اصلاح ساختاری در شرکت‌های داخلی برای تبدیل آنان به ابرشرکت پیش از واگذاری آنان به بخش خصوصی یا شبه‌دولتی؛ به‌طور مثال دولت بسیاری از کشورها پیش از واگذاری شرکت‌های فولادسازی، همه سهام معدن سنگ‌آهن و معدن زغال‌سنگی که پیش‌تر تأمین‌کننده مواد خام فولادساز مربوطِ بوده را همراه با کنسانتره‌سازی معادن موردنظر، به شرکت‌های فولاد واگذار می‌کنند؛ درحالی‌که در ایران معادن و صنایع فولادی به‌طور جداگانه واگذار گردیدند که همین امر موجب گردید که فولادسازان همواره جهت تأمین سرمایه در گردش موردنیاز برای خرید مواد خام خود، اقدام به گرفتن وام از بانک‌ها کنند که خود منجر به بدهکاری فولادسازان، افزایش نقدینگی در جامعه و تورم در اقتصاد ایران گشته‌است. همچنین در صنایع خودروسازی ایران نیز بسیاری از شرکت‌های قطعه‌سازی زیرمجموعهٔ خودروسازان، تحت عناوینی مانند فروش اموال مازاد از شرکت مادر جدا گردیدند که بجز تأثیرهای تورمی منجر به ایجاد توافقات خرید قطعه میان دو شرکت و بالطبع فاکتورسازی و فسادهای مربوطِ مانند ایجاد کرسی‌های جدید هیئت‌مدیره در این شرکت‌های مستقل، جهت ایجاد شغل‌هایی تنها با هدف دریافت حقوق برای کارگزاران نظام و وابستگان آنان گردیده‌است. در آغاز دههٔ ۶۰، دو شرکت صنایع آذرآب و ماشین‌سازی اراک نیز که پیش‌تر یک شرکت واحد بودند، به دو شرکت مجزا بدل شدند. همچنین در صنایع نفت از آغاز دههٔ ۸۰ پتروشیمی‌ها و پالایشگاه‌ها نخست از زیرمجموعهٔ شرکت ملی نفت ایران خارج‌شده سپس به‌صورت ادغام‌نشده و به‌طور جداگانه واگذار گردیدند. این معضل در ایران به تفکر جزیره‌ای معروف شده‌است.[۱۳][۱۴]

## تولیدات

### انواع فولادهای ساختمانی
انواع تیرآهن بال‌نیم‌پهن موازی (I- BEAM) و بال‌پهن موازی (H- BEAM) که برای نخستین بار در کشور در شرکت سهامی ذوب‌آهن اصفهان طراحی و تولید گردیده‌است. اکنون محصول تیرآهن ذوب‌آهن اصفهان با علامت اختصاری Esco بر روی جان بال به صورت برجسته قابل شناسایی است.
- تیرآهن بال نیم‌پهن I در اندازه‌های ۱۲۰ تا ۳۰۰ و تیرآهن بال‌پهن موازی H در سایز ۱۶۰ میلی‌متر.
- انواع نبشی‌های بال مساوی در اندازه‌های ۸۰ و ۹۰ و ۱۰۰ و انواع ناودانی در اندازه‌های ۱۴۰ و ۱۶۰ میلی‌متر.
- انواع میل‌گرد‌های ساده و آجدار از سایز ۵٫۵ تا ۳۲ میلی‌متر، به صورت شاخه‌ای و کلاف.
- انواع میل‌گرد ساده از اندازهٔ ۳۲ میلی‌متر به بالا.
- انواع میل گرد آجدار (سایز 12، 14 و حتی سایزهای بالاتر؛ از میلگرد 16 اصفهان گرفته تا سایز 32)
- انواع چهارگوش ۱۰۰x۱۰۰ تا ۲۵۰x۲۵۰ میلی‌متر.
- ریل U۳۳: تولید این ریل در خاورمیانه برای نخستین بار در شرکت سهامی ذوب‌آهن اصفهان در سال ۱۳۸۷ صورت پذیرفته‌است.
- ریل UIC۶۰ نیز در سال ۹۵ به مرحلهٔ تولید اولیه رسید.

بر اساس نتایج به‌دست آمده از تحقیقات ذوب‌آهن، وسعت ویرانی‌های ناشی از زلزله حتی در میان ساختمان‌های نوساز با اسکلت به ظاهر مستحکم نیز بسیار بالا است که یکی از دلایل این امر استفاده از مصالح غیر استاندارد است. کشورهای حاشیهٔ جنوبی خلیج فارس مقررات بسیار سخت‌گیرانه‌ای نسبت به فولاد ساختمانی اعمال می‌نمایند؛ لذا بخشی از محصولاتی که در بازار جنوب خلیج فارس امکان عرضه ندارند به بازار ایران وارد می‌شوند. بر مبنای تحقیقات به عمل آمده توسط دانشگاه امیرکبیر، حدود ۴۰ درصد از استفاده‌کنندگان میل‌گرد، محصولات دیگری را به اشتباه به جای میل‌گردهای آجدار ذوب‌آهن مورد استفاده قرار می‌دهند. وجود نشان شرکت سهامی ذوب‌آهن بر روی تیرآهن‌های تولیدی، معیار شناخت محصول واقعی از تقلبی است.

### انواع فولادهای صنعتی
انواع فولادهای صنعتی با مشخصه‌های B USD7,RSD7,RST34–2,C۶۷٬۷۰CR2,CK45,CK35,SWRH۲۷- که به منظور تولید محصولات صنعتی از قبیل مفتول الکترود، مفتول فنر، مفتول سیم طوقه و مفتول کششی مورد استفاده قرار می‌گیرند.

### فراورده‌های فرعی
فراورده‌های جانبی کارخانه عبارتند از: چدن جامد، قطران، زایلین، تولوئن، سولفات‌آمونیوم، زغال کک، سرباره کوره بلند، لجن صنعتی، آهک، اکسیژن و ازت مایع و گوگرد.

## سازوکار فروش و قیمت‌گذاری محصولات
شرکت سهامی ذوب‌آهن اصفهان محصولات ساختمانی خود را از طریق بورس کالای ایران به فروش می‌رساند و قیمت محصولات از طریق سازوکار عرضه و تقاضا در بورس تعیین می‌گردد. بخشی از محصولات فولادی این شرکت به کشورهای خارجی نیز صادر می‌گردد. به دلیل نوسان در مصرف داخلی فولاد، این شرکت به منظور کنترل قیمت‌ها هنگام افزایش تقاضا در بازار داخلی، صادرات خود را متوقف می‌نماید.
زمان عرضه در بورس کالا یکشنبه و چهارشنبه هر هفته تعیین گردیده‌است. فهرست محصولات ۲۴ ساعت پیش از عرضه در وبگاه اینترنتی این شرکت از طریق «منوی مدیریت - ارتباط با مشتریان» قابل مشاهده است.
فروش به یکی از این دو طریق قابل انجام است:
- مشتری با یک کارگزار در بورس مذاکره نموده و درخواست خود را به ایشان می‌دهد. سپس کارگزار با شرکت ذوب‌آهن اصفهان هماهنگی‌های لازم را انجام می‌دهد.
- مشتری درخواست خود را مستقیماً برای مدیریت فروش و پشتیبانی شرکت سهامی ذوب‌آهن اصفهان ارسال می‌نماید، پاسخ قیمت و تاریخ فروش محصولات به مشتری اعلام می‌گردد، و سپس مشتری با هماهنگی با کارگزار بورس اقدام به خرید می‌نماید.

### مجموعهٔ کارگاه‌ها
- فولادسازی (شامل کارگاه‌های آهن قراضه، کنورتور، سرباره، تعمیر پاتیل، ریخته‌گری و کارگاه انبار شمش)
- نیروگاه‌ها (شامل نیروگاه مرکزی، نیروگاه حرارتی، نیروگاه ۱۱۰ مگاواتی و نیروگاه گازی با ظرفیت اسمی تولید ۳۵۰ مگاوات) که وظیفهٔ تولید برق، بخار و … را بر عهده دارند.
- کارگاه اکسیژن (تولید اکسیژن)
- کوره بلند (سه کوره یک، دو و سه)
- تولیدات کک و مواد شیمیایی
- آگلومراسیون
- نوردها (شامل نورد ۳۰۰، ۵۰۰، ۳۵۰ و ۶۵۰)
- خط ریل‌آهن
- کارگاه‌های نت مکانیک (نگهداری و تعمیرات مکانیک) شامل کارگاه ۴۷٬۴۸٬۵۱ و…
- نت راه و ساختمان (نگهداری و تعمیرات راه و ساختمان) دارای کارگاه تولید قطعات بتنی پیش‌ساخته، کارگاه تولید بتن آماده، کارگاه نجاری، کارگاه آهنگری، شیشه‌بری، قفل‌سازی و …
- و ده‌ها کارگاه جانبی دیگر